# Лучано Павароти
Лучано Павароти (на италиански: Luciano Pavarotti; 12 октомври 1935 – 6 септември 2007) е италиански оперен певец, кавалер на „Големия кръст“ – висш италиански орден „За заслуги пред Италианската република“ (Ordine al merito della Repubblica Italiana, (OMRI)), който постига ненадмината слава и в популярната музика, и в крайна сметка се превръща в един от най-успешните тенори на всички времена.
Той е един от прочутите „Трима тенори“ и е добре известен с концертите си пред огромна публика и с медийните си изяви. Една от заслугите на Павароти е и неговата благотворителна дейност – за деца, бежанци, пострадали от войни, акции на Червения кръст и др.
Павароти започва оперната си кариера на тенор през 1961 г. като Родолфо в „Бохеми“ на Джакомо Пучини в Театро Вали, Реджо нел'Емилия (Италия). След това младият певец пее в оперните театри в Белград, Амстердам, Анкара, Будапеща, Барселона, Виена и Лондон. В началото на професионалното си израстване почерпва ценен опит от сътрудничеството си с оперната прима на белкантото Джоан Съдърланд. Американския си дебют в Маями като Едгардо в „Лучия ди Ламермур“ на Гаетано Доницети той прави отново благодарение на нея. Позицията си на водещ лиричен тенор той утвърждава между 1966 и 1972 г. В този период Павроти се представя в миланската Ла Скала (Teatro alla Scala) и други важни европейски театри. През 1968 г. дебютира в Метрополитън опера в Ню Йорк, отново с „Бохеми“. На представлението на „Дъщерята на полка“ през 1972 г. в Метрополитън опера, Ню Йорк, пак с Джоан Съдърланд той получава титлата „Царят на горно до“ (The King of High C) след изпълнението си на арията „Ah! Mes amis“, в чийто край написаните 8 горни до и 1, добавено по-късно, я правят „връх Еверест“ в теноровия репертоар. Добива световна известност заради блясъка и красотата на гласа си, особено в горния регистър. Най-големи успехи има в белкантовите произведения – трудните опери на Белини и Доницети, ранните опери на Верди, както и лиричния Джакомо Пучини – „Бохеми“, „Тоска“, „Мадам Бътерфлай“.
Знаменитостта на Павароти извън операта идва с концерта му заедно с Пласидо Доминго и Хосе Карерас, известни като „Тримата тенори“ за Мондиал през 1990 г. в Рим – изпълнението му на арията „Nessun dorma!“ от „Турандот“ на Пучини му носи баснословен успех и чупи всички рекорди за продажби на класическа музика. След края на същото Световно първенство по футбол Павароти изнася самостоятелен концерт в Палатрусарди (Palatrussardi), Милано, който има значителен принос в неговата популярност над двамата му партньори. Участието му в реклами и поп концерти разширяват още повече неговата слава.
Освен с прекрасния си глас, Павароти е известен и с физиката си – висок е почти 190 см и през по-голямата част от живота си тежи над 160 кг. В запазена марка се превръща образът, който се появява на всички концерти – огромен човек (и певец) с брада със също така огромни фрак и бяла кърпа. С тези концерти се появява един нов вид спектакъл, в който публиката е съсредоточена в един-единствен изпълнител, открит, без грим и роля. На тях Павароти интерпретира преди всичко себе си. Според критиците не той пее Верди, Пучини или Доницети, а те са „на служба“ при него.
През 1960-те и началото на 1970-те години Павароти се съсредоточава в лиричния теноров репертоар. Неговият чист, кристален глас поразява публиката с лекотата и прецизността, с които обработва височините. Павароти се стреми да изпее всичко написано за тенор. В края на 70-те години започва да изтезава гласа си в редица неподходящи роли. Пее дори във Вердиевия „Отело“ – кошмарът на най-великите драматични тенори. Многобройните му участия в концерти на открито го принуждават да се стреми към неприсъщи за един лиричен тенор сила и обем на звука. Всичко това се оказва пагубно за гласа му. Когато през 1990 г. се появява на прочутия концерт в Рим за закриването на Световното първенство по футбол, Павароти блести като първостепенна медийна звезда, но не и като качествен вокалист.
Последното участие на Лучано Павароти на оперна сцена е в Метрополитън опера през 2004 г., а последното му появяване на сцена въобще е през 2006 г. на Зимните олимпийски игри 2006 в Торино, където отново, но за последен път, публиката го чува да извисява глас в „Nessun dorma!“ и го изпраща с оглушителни овации. На 6 септември (четвъртък) 2007 г. той умира в дома си в Модена от рак на панкреаса на 71-годишна възраст.

## Ранни години и музикално обучение
Лучано Павароти е роден в покрайнините на Модена, Северна Италия, в семейството на Фернандо Павароти – хлебар и любител тенор, и Аделе Вентури – работничка в местната тютюнева фабрика. Семейството живее скромно, но не мизерно. Понеже майка му не могла да го кърми, понеже тютюнът разваля кърмата, на Лучано е намерена дойка. Кърмят го с още едно бебе, което се казва Мирела Фрегни. По-късно тя ще махне г-то от фамилията си и ще се прочуе като знаменитото сопрано Мирела Френи, втората съпруга на наречения „Бас № 1 на планетата“ Николай Гяуров и една от основните партньорки на млечния си брат. Често в интервюта тя, не без чувство за хумор, споделя: „Ясно е, че Лучано изгълтваше всичкото мляко.“
След завършването на гимназиалното си образование Павароти мисли с какво да се захване – математика, футбол или пеене. Математиката го привлича, но има и обещаващи резултати като играч в местния футболен отбор. Така или иначе семейството му не остава без спортист – сестра му, с 5 години по-малка от него, е учител по физическо възпитание в една класическа гимназия. А Павароти в крайна сметка избира най-рискованото поприще – оперната кариера. Сключва нещо като договор с родителите си – те ще го издържат до 30-ата му година и ако дотогава не постигне нищо в пеенето, ще си търси работа. На 19 юни 1955 г. на 19-годишна възраст пее „Ch’ella mi creda libro lontano“ от „Момичето на Златния запад“ (Пучини) на Ариго Пола – един от най-добрите музикални педагози, славен тенор през 40-те годин, и той го взема веднага. Павароти учи при Пола две години абсолютно безплатно. По-късно Пола заминава за Азия и изпраща Лучано, заедно с Френи и Леоне Маджера (неин първи съпруг и постоянен партньор в кариерата на Павароти) при своя колега Еторе Кампогалиани.
През 1955 г. Павароти прави първата си сериозна изява пред публика като солист на хор „Росини“ (Chorale Rossini), където пее и баща му. Хорът се явява на Международния музикален фестивал „Айстедфод“ в Ланголен, Уелс и печели Голямата награда – това е и първият голям успех на младия тенор.
След приключване на обучението започват изявите, но те са твърде незначителни и на Павароти се налага да работи, за да си докарва по нещо допълнително. Започва да преподава в начално училище, после продава застраховки. Тъй като е симпатичен и открит, застрахователният бизнес му върви, парите също са добри, но забелязва, че цялото бърборене уврежда гласа му и спира. Започва да пее по концерти и вече почти решава, че реализацията няма да дойде, когато в началото на 1961 се явява за втори път на оперния конкурс „Ахиле Пери“ (Achille Perry) и го печели. Включен е в операта-награда – „Бохеми“. Така на 26 април 1961 г. Павароти дебютира на оперната сцена като Родолфо в театъра на Реджо Емилия под диригентството на Франческо Молинари-Прадели – едно от важните имена в операта. „Бохеми“ ще се превърне в операта-дебют, операта-успех и операта на живота на тенора. Записът му на тази опера от 1972 г. заедно с Мирела Френи и Николай Гяуров под палката на Херберт фон Караян според критиците е най-добрият запис на опера, правен някога, а в ролята на Родолфо Павароти е безусловният ненадминат. На генералната репетиция на операта-награда, след „Che gelida manina“ Молинари-Прадели спира оркестъра и казва на младото тенорче: „Младежо, ако утре вечер пеете така, това ще бъде Вашият триумф!“. По време на спектакъла публиката вижда, че определено се ражда нова звезда, а след него Лучано се сдобива и с първия си импресарио – Алесандро Зилиани, знаменит тенор през 30-те години.
Същата година Павароти се жени за Адуа Верони, за която е сгоден от пет години.

## Кариера

### 1960 – 1970 година
Лучано Павароти започва оперната си кариера в малки италиански театри.
В самото начало дебютира във виенската Щатсопера отново като Родолфо в „Бохеми“ на 23 февруари 1963 г. Същата година, пак във Виена пее Херцога на Мантуа в „Риголето“ и замества Джузепе ди Стефано в Ковънт Гардън, отново в „Бохеми“. Забелязан е от импресариото Джоан Ингпен, която го препоръчва на Ричард Бонинг – съпруг на Джоан Съдърланд. Съдърланд, висока 188 см винаги е имала един проблем – да намери подходящ партньор – като музикална и физическа височина. Новината, че е открит висок тенор, който „вади от джоба си горното до“ е отлична. От своя страна на Павароти не може да се случи по-добро от това да влезе в кръга Бонинг-Съдърланд. Тенорът е ангажиран за австралийското им турне през 1965 г. и двамата с примадоната имат 40 представления за повече от два месеца. Спектаклите им преминават при изключителен успех, а за Павароти това е последната стъпка от обучението му – техниката на Съдърланд е пословична и той я усвоява до съвършенство.
През 1964 г. Павароти е включен в състава на „Идоменей“ на Моцарт като Идаманте за Фестивала в Глиндеборн. Това е единствената опера на Моцарт в репертоара му, а много по-късно, през 1983 г., Метрополитън опера прави постановка специално за него, като в нея тенорът вече пее партията на самия Идоменей. По-късно постановката е представена на Залцбургския фестивал.
Преди да заминат за Австралия Бонинг и Съдърланд имат представление в Маями на „Лучия ди Ламермур“ (Доницети). Търси се тенор за ролята на Едгардо и двамата предлагат Павароти. Така Лучано прави своя американски дебют с изключителен успех в Маями-Дейд Каунти през 1965 г.
Малко по-късно, на 28 април същата година, Павароти дебютира и в миланската Ла Скала. Операта отново е „Бохеми“, а причина за ангажирането му става самият Караян. Показва се стара, но знаменита постановка на Франко Дзефирели, в ролята на Мими е Мирела Френи, а успехът на тенора е абсолютен.
След австралийското турне Павароти се завръща в Ла Скала като Тебалдо за премиерата на „Капулети и Монтеки“ на Белини на 26 март 1966 г. Постановката е новост – ролята на Ромео, писана за мецо-сопран, се изпълнява от тенор – Джакомо Аргал, Жулиета е Рената Ското – вече голяма звезда, а диригент е младият тогава Клаудио Абадо.
На 2 юни същата година Павароти и Съдърланд пеят под палката на Бонинг на премиерата на „Дъщерята на полка“ на Доницети в Ковънт Гардън. След прочутата ария с 9 горни до от първо действие на Тонио публиката полудява. Тук Павароти изпява цели 10, окачествени като „брилянтни“ – 8-те написани, добавеното по-късно и едно – докато му свърши дъхът, за по-грандиозен завършек. Този спектакъл е записан и толкова успешно се продава, че звукозаписната компания DECCA все още не намалява цената му. Две години по-късно поставят с успех операта и в Ла Скала, но на италиански, а партньорка на тенора е Мирела Френи.
На 20 ноември 1969 г. Павароти отново прави голям триумф в „Ломбардци“ на Верди с Рената Ското в Рим.
Всички записи, които прави Павароти се превръщат в образци на вокалното майсторство. В труда си „Операта в CD и видео“ Джудичи пише, че в много от интепретациите на ролите той е един от най-важните изпълнители в звукозаписната история, а в три е безусловният ненадминат – Родолфо от „Бохеми“ на Пучини, Неморино от „Любовен еликсир“ на Доницети и Рикардо от „Бал с маски“ на Верди.
Един от ранните записи на Павароти включва рецитал на Доницети (изпълнението му на арията от „Дон Себастиян“ се счита за абсолютен връх в интерпретациите ѝ през годините) и Верди. Първата роля в опера, която записва е епизодична – в „Беатриче ди Тенда“ на Белини. От постановките на „Капулети и Монтеки“ с Арагал и „Ломбардци“ със Ското също са направени записи. Следва студиен запис на „Дъщерята на полка“ и „Реквием“ на Верди (1967), „Любовен елискир", „Стабат Матер“ на Росини (1970), „Риголето“ (Верди), „Лучия ди Ламермур“ (1971). През 1972 г. Павароти като Калаф е част от звездния екип на диригента Зубин Мета за записа на „Турандот“ – Джоан Съдърланд в титулната роля, Монсерат Кабайе като Лиу и Николай Гяуров като Тимур. Това се счита за един от най-добрите записи на тази опера.
През 1968 г. Павароти среща Херберт Бреслин, който е негов импресарио за над 30 години и ще го превърне в най-успешния оперен изпълнител на всички времена.
Основният пробив на Павароти като звезда става на американска сцена – в Метрополитън опера на 17 февруари 1972 г. с „Дъщерята на полка“, отново със Съдърланд и Бонинг. Спектакълът е исторически – най-напред представлението спира след нейното изпълнение на арията на Мари, а след това го спира Павароти след арията на Тонио. Публиката отново полудява – тенорът е извикан 17 пъти на бис и така става „Царят на горно до“.
Първия си самостоятелен концерт Павароти изнася в „Уилям Джуъл Колидж“ в Либърти, Мисури на 1 февруари 1973 г. това е само една репетиция за един по-голям рецитал – в Далас. Дошъл в Мисури от Сан Франциско, Лучано е настинал, нощта преди концерта се лекува с еврейската супа на съпругата на тенора Ричард Тъкър. На концерта през цялото време Павароти стиска една кърпа и бърше потта от температурата си. Рециталът преминава триумфално, а кърпата става постоянен другар и запазена марка на изпълнителя. По-късно в интервюта споделя, че до гениалното решение с бялата кърпа стига след като наблюдава как смешно размахват ръце тенорите по концерти. Пред огледалото той пробва най-различни пози и никоя от тях не му харесва и така стига до нея. Освен това стискайки я се концентрирал по-добре. Така тя му „станала приятелче“ (цитат на Павароти от ТВ интервю) и вече не можел без нея.
През 1977 г. се прави първото излъчване на опера на живо по телевизията. Постановката е на „Бохеми“, театърът е Метрополитън опера, а в главните роли са Ското и Павароти. След прякото предаване тенорът разбира силата на телевизията за увеличаването на популярността и започва все по-често да се появява в медиите. Печели множество награди „Грами“, записите му се издават в платинени и златни тиражи. От края на 70-те г. се отличават записите му на „Фаворитката“ на Гаетано Доницети с Фиоренца Косото и „Пуритани“ на Белини с Джоан Съдърланд и Николай Гяуров (1975), и двата с Бонинг.
През 1976 г. Павароти дебютира на фестивала в Залцбург в солов рецитал с Леоне Маджера на пианото. През 1978 г. участва във фестивала отново – пак с рецитал и като Италианския певец в „Кавалерът на розата“ на Щраус (записът, който прави на арията от тази опера засенчва всички нейни интерпретации, правени дотогава), през 1983 г. участва с „Идоменей“ (Моцарт), а през 1958 и 1988 г. със солови рецитали.
През 1977 г. Павароти е на корицата на списание „Тайм“ под заглавието „Браво, Павароти! Златният тенор на операта“ – популярност, неестествена за оперен изпълнител. Същата година след 14-годишно отсъствие се завръща на сцената на виенската Щатсопера като Манрико в „Трубадур“ на Верди под диригентството на фон Караян. През 1978 г. прави солов концерт „На живо от Линкълн център“.

### 1980 – 1990 година
В началото на 1980-те години Павароти, в сътрудничество с операта във Филаделфия, създава „Pavarotti International Voice Competition“. Наградата на победителят е да пее на една сцена с Павароти – голяма чест и шанс за всеки начинаещ артист. За отбелязването на 25-годишнината от оперния си дебют Павароти организира турне на победителите в Пекин. Представят „Бохеми“ с изключителен успех. В заключителния концерт в Голямата зала на народа Павароти пее пред 10 000 души и получава нестихващи овации след прочутите си 9 горни до. Победителите на петия конкурс през 1997 г. придружават Павароти във Филаделфия.
В средата на 1980-те тенорът се завръща на две от важните си сцени – Виена и Скала. Виена го вижда като Родолфо в „Бохеми“ с Карлос Клайбер (Мирела Фени отново е с него), като Неморино в „Любовен еликсир“, като Радамес в „Аида“ с Лорен Маазел, като Родолфо в „Луиза Милър“ и Густаво в „Бал с маски“ с Клаудио Абадо. През 1996 г. Павароти се представя за последен път в Щатсопера в „Андреа Шение“ на Умберто Джордано, почти 10 години след като я е записал в студио.
През 1985 г. Павароти пее в „Аида“ в Ла Скала с Мария Киара в титулната роля, Гена Димитрова като Амнерис и Николай Гяуров като Рамфис. След изпълнението на началната ария „Celeste Aida“ е аплодиран в продължение на няколко минути. Направен е аудио и видеозапис на спектакъла. През 1988 г. заедно с Френи и Гяуров пеят в „Бохеми“ в Сан Франциско за отбелязването на 100-годишнината от премиерата на операта, спектакълът също е записан на видео. През 1992 г. Скала за откриването на сезона представя Павароти в „Дон Карлос“ в нова продукция на Дзефирели под палката на Рикардо Мути. Тенорът се проваля в арията си в края на второ действие и накрая е освиркан от публиката. Следващите изпълнения са доста и едно от тях е записано на DVD.
През 1990 г. Павароти става супер звезда след изпълнението на арията от „Турандот“ на Пучини „Nessun dorma!“. Тогава BBC я избира за тема на Световното първенство по футбол 1990 и тя постига статута на поп хит и става нещо като „подпис“ за тенора. Следва особено успешен концерт на „Тримата тенори“, проведен в навечерието на финала на първенството в древните бани на император Каракала в Рим. Другите две оперни величия са Пласидо Доминго и Хосе Карерас, а диригент е Зубин Мета, който отнася много критики за това, че такава уважавана палка ще дирижира подобен коктейл от опера и популярни песни. Записът от това събитие става най-успешно продаваният класически албум на всички времена. Връхната точка е когато Павароти играе с „`O sole mio“ на Едуардо ди Капуа, а Доминго и Карерас, за радост на публиката, го имитират, но двамата заедно, сякаш един глас не е достатъчен да звучи както този на Павароти. През 90-те години Павароти има множество концерти на стадиони и паркове – обикновен театър или дори спортна зала не може да побере почитателите му. По-важни от тях са този в „Хайд Парк“ в Лондон, където, въпреки проливния дъжд, повече от 150 000 души (между които Принц Чарлз и Лейди Даяна) слушат италиански песни и оперни арии. Лондонският „Таймс“ пише: „Снощи дори птиците и плъховете слушаха Павароти“. Следва концертът в „Сентръл Парк“ в Ню Йорк през юни 1993 г., където публиката надхвърля 500 000 души, а милиони по целия свят гледат по телевизията. Очакванията за концерта са доста противоречиви – един от вестниците пише, че е изява на „Един застаряващ тенор“, но Павароти излиза, атакува голямата ария на Рудолф от „Луиза Милер“ (Верди) и „магията“ мистериозно се завръща. После е концертът на „Тримата тенори“ в Лос Анджелис през 1994 г., отново за Световното първенство по футбол, в Париж на Марсово поле пред Айфеловата кула през 1998 г., където ги гледат над 300 000 души и този в Йокохама за Мондиал 2002 г.
През 1995 г. певицата Лара Сен Пол (Лара Кариаджи) и съпругът ѝ – шоуменът Пиер Куинто Кариаджи – приятели на Павароти, които организират концерта му след края на Мондиал ’90 в миланската „Палатрусарди“, продуцират и излъчват по телевизията документалният филм „Най-доброто тепърва предстои“ (The Best Yet to Come). Това е подробен биографичен разказ за Павароти. В него тенорът говори откровено за живота си.
Превръщането на Павароти от млад тенор във велик оперен певец и после в супер звезда не става без перипетии. Той си спечелва прякора „Кралят на отменените представления“, с което си разваля отношенията с няколко оперни театри. Скандалът избухва през 1989 г., когато певецът, в продължение на 8 години, отменя 26 от 41 спектакъла за „Лирик опера“ в Чикаго. Чикагският театър го обявява за „персона нон грата“ и той никога повече не пее на неговата сцена. Търканията му с Доминго в началото на 80-те години, с когото по-късно стават първи приятели, са пословични.
На 12 декември 1998 г. Павароти е първият и до днес единственият класически изпълнител, който се появява в телевизионното шоу „На живо в събота вечер“. Там пее „Adeste fideles“ заедно с Ванеса Уилямс. През 1995 г. пее с Боно от U2 „Мис Сараево“ – песен, написана специално за него. През 1999 г. пее с Мерседес Соса на голям концерт в „Бока Хуниорс арена ла Бомбонера“ в Буенос Айрес, Аржентина.
През 1998 г. на Павароти е присъдена поредната награда „Грами“ за „Легендарен изпълнител“. Тя се присъжда само при изключително специални случаи, като до 2007 г. тя е присъждана само 15 пъти от създаването ѝ през 1990 г.

### 2000 – 2006 г.
През 2004 г. бившият мениджър на Павароти Херберт Бреслин публикува книгата „Кралят и аз“ (The King & I), смятана от мнозина за подигравателна и компрометираща големия певец. Там Бреслин говори за него като за тенор, който не може да чете ноти, че е една разглезена звезда. Павароти няма музикално образование, въпреки че всички го наричат „Маестро“ и познава нотите, но не се счита, че не е добър музикант. Наред с тези пикатерии Бреслин все пак признава величината на таланта му и общите им големи успехи. В интервю през 2005 г. с Джеръми Пакстън за BBC Павароти отхвърля твърденията около нотната си грамотност, но признава, че се затруднява с разчитането на партитурите.
Павароти получава много награди и почести, включително и „Kennedy Center Honours“ през 2001 г. има рекорди в „Книгата на Гинес“ между които един за най-много бисове (165) и един за най-продаван класически албум за концерта на „Тримата тенори“ през 1990 г. (последният дели с колегите си Пласидо Доминго и Хосе Карерас).
През 2003 г. издава първия си албум с песни, писани специално за него. Казва се „Ti Adoro“ („Обожавам те“) и съдържа популярни песни на италиански език, повечето от тях написани от Микеле Чентонци – един от главните помощници на тенора в „Павароти и приятели“. Павароти заявява, че това е сватбеният подарък за втората му съпруга Николета Мантовани, за която се жени на 13 декември 2003 г. Тя е негова бивша асистентка, по-млада с около 30 години от него. Двамата вече имат дъщеря Аличе. До този брак се стига след мъчителен развод след 30-годишен брак с първата му съпруга, приключил през 1998 г.
На 13 март 2004 г. дава последното си представление в Метрополитън опера като Каварадоси в „Тоска“. След спектакъла получава дълги и бурни овации. На 1 декември 2004 г., на 69-годишна възраст, Павароти започва прощалното си турне. С него решава да посети всички места, на които е пял в 40-годишната си кариера, като включва и някои нови. Последното му пълно концертно изпълнение е в края на двумесечния „Австралия тур“ в Тайван през декември 2005 г.
През март 2005 г. на Лучано Павароти е направена операция на два гръбначни прешлена.
На 10 февруари 2006 г. Павароти пее „Nessun dorma!“ от „Турандот“ на Зимните олимпийски игри в Торино. Това е последното му появяване пред публика. В последния акт на церемонията по откриването им изпълнението на Павароти е най-аплодираното. По-късно се разбира, че е записал арията по-рано и е пял на плейбек, това е потвърдено и от диригента Леоне Маджера. Според публиката и организаторите фактът е без особено значение по няколко причини – защото Павароти нееднократно доказва, че може да пее; защото на 71-годишна възраст почти никой не може да изпее тази ария на живо без проблеми с подобно качество, особено на минусови температури; защото за всички е достатъчно, че тяхната звезда е там. Самият Павароти в началото отказва да участва при подобни температури, но Олимпийският комитет го убеждава именно с условието да запише арията предварително.

## Смърт
По време на прощалното си турне на Павароти е поставена диагноза рак на панкреаса – през юли 2006 г. Тенорът се подлага на сериозна операция и планира след оздравяването да завърши турнето си. В четвъртък на 6 септември 2007 г. той умира в дома си в Модена от болестта, на 71-годишна възраст. Часове след смъртта му, мениджърът му Тери Робсън прави електронно изявление по медиите: „Маестрото води дълга и тежка битка с рака, който накрая отне живота му. Позитивността му, която бележи и творчеството му, не го напусна до последния стадий на болестта.“
Според някои твърдения, преди да умре певецът е получил тайнствено опрощение (Penance) и помазване на болните от Римокатолическата църква.
Погребението на Павароти се състои в Катедралата в Модена. Романо Проди, Никола Саркози и Кофи Анан са само част от множеството присъстващи държавни мъже и обществени фигури от най-високо равнище. В чест на големия тенор има демонстрация на т. нар. „Трицветни стрели“ (италиански – Frecce Tricoliori) – Италианските военновъздушни сили, те оставят след себе си червено-зелено-бели ивици дим – чест, оказвана само на погребенията най-висшестоящи в държавата или в църквата особи. След триумфално 10-километрово шествие, минаващо през центъра на Модена, ковчегът на Павароти е отнесен до Монтале Ранджоне – село, част от Кастелуново Ранджоне, и погребан в семейната гробница. Церемонията изцяло се предава пряко по CNN, а Мирела Френи коментира прякото предаване по RAI. На виенската Щатсопера и Фестивалния център в Залцбург са спуснати черни знамена, а операта в Сан Франциско, където Павароти прави повечето си дебюти, слага траурното знаме и на завесата си. Почит отдават всички важни оперни театри по целия свят – миланската Скала, Кралската опера „Ковънт Гардън“ в Лондон, Метрополитън опера в Ню Йорк. Италианският футболен гигант „Ювентус“, на който Павароти е почитател през целия си живот, е представен на погребението и публикува на Интернет страницата си прощално писмо „Чао, Лучано“ с черно-бяло сърце – асоциация с цветовете на екипа им. На 14 февруари 2008 г. известни изпълнители, които са били негови ученици правят концерт в памет на тенора в „Айвъри Фишер Хол“ в Ню Йорк.

## Семейство
Лучано Павароти има три дъщери от брака си с Адуа Верони, продължил 34 години – Лоренца (р. 1962), Кристина (р. 1964) и Джулиана (р. 1967). Вторият му брак е с Николета Мантовани, която му ражда близнаци през 1998 г. Момченцето умира няколко часа след раждането и дъщеря им Аличе остава жива. Приживе Павароти има една внучка, родена няколко години преди да стане баща за четвърти път.

## Уреждане на недвижима собственост
Първото завещание на Павароти е отворено ден след смъртта му, а второто – по-късно през същия месец. Състоянието му се оценява приблизително на 20 млн. и 120 млн. щатски долара, като в САЩ има около 20 млн. долара с включени малки недвижими собствености извън Модена, вила в Пезаро, два апартамента в Монте Карло и три апартамента в Ню Йорк.
Адвокатите на Мантовани Джорджо Бернини, Ана-Мария Бернини и мениджърът му Тери Робсън обявяват на 30 юни 2008 г., че семейството му, по взаимно съгласие уреждат имотите му – 300 млн. Евро (474,2 млн. долара, 15 млн. от тях в активи). Павароти изготвя две завещания – едното според италианското законодателство, като половината от имуществото си завещава на Николета Мантовани, а другата половина на четирите си дъщери, а с второто дава американските си владения на Мантовани. Съдът дава съгласието си в края на юни. Въпреки това, обаче, прокурорът на Пезаро Масимо ди Патрия разследва твърденията, че Павароти не е бил на себе си, когато е подписвал завещанията си.
„Имотите на Павароти са уредени „честно“ в полза на втората му съпруга Николета Мантовани“, се казва в изявление след спора между трите му дъщери от първия брак и г-жа Мантовани.
Малко след смъртта му, на неговия 72-ри рожден ден, Google излиза с лого в негова чест – буквата „L“ е заместена с Павароти във фрак, размахващ бяла кърпа – така, както го помнят милиони по целия свят.
Скоро след това излиза албум в негова памет – „The Ultimate Collection“, съдържащ 20 известни арии в изпълнение на Павароти, наречен „Павароти завинаги“.

## Студийни записи
Винченцо Белини
• „Беатриче ди Тенда“ (Beatrice di Tenda) – Джоан Съдърланд (Беатриче), Корнелиус Ортоф (Филипо), Лучано Павароти (Оромбрело), Джоузефин Вийсий (Агнес), Джоузеф Уорд (Аникино и Рицардо), Амброзийски оперен хор, Лондонски симфоничен оркестър, Ричард Бонинг. Записана в Уолтамстов Асъмбли Хол, 16 януари – 8 февруари 1966, оригинално издание на дългосвиреща плоча: SET 320 – 2 (3 LPs), издание на CD:433 706 – 2 DMO3.
• „Пуритани“ (I puritani) – Джоан Съдърланд (Елвира), Лучано Павароти (Артуро), Джан Карло Лукарди (Гуалтиеро), Николай Гяуров (Джорджо), Пиеро Капучили (Рикардо), Ренато Кацанига (Бруно), Анита Каминада (Енрикета), хор на Кралската опера „Ковънт Гардън“, Ричард Бонинг. Записана в Кингсуей Хол, Лондон на 15 май – 2 юли 1973, оригинално издание на дългосвиреща плоча: SET 587 – 9 (3 LPs), издание на CD: 417 588 – 2 DH3 (3 CDs).
• „Сомнамбула“ (La sonnambula) – Джоан Съдърланд (Амина), Лучано Павароти (Елвино), Николай Гяуров (Граф Родолфо), Делла Джоунс (Тереза), Изабел Бючанън (Лиза), Джон Томлинсън (Алесио), Пиеро де Палма (Нотариусът), Лондонски оперен хор, Национална филхармония, Ричард Бонинг. Записана в Кингсуей Хол, Лондон на 2 – 10 януари 1980, оригинално издание на дългосвиреща плоча: D230D 3 (3 LPs), издание на CD: 417 424 – 2 DH2 (2 CDs).
• „Норма“ (Norma) – Джоан Съдърланд (Норма), Лучано Павароти (Полион), Монсерат Кабайе (Адалджиза), Самюел Рамей (Оровезо), Даяна Монтагю (Клотилда), Ким Бегли (Флавио), оркестър и хор на Уелска национална опера, Ричард Бонинг. Записана в Уоламстоу Асъмблай Хол на 19 ноември – 5 декември 1984, оригинално издание на CD release: 414 476 – 2 DH3 (3 CDs).
Ектор Берлиоз
• „Реквием“ (Requiem) – Лучано Павароти (тенор), хор „Ернст-Сенф“, Берлинска филхармония, Джеймс Ливайн. Записан в църквата „Исус Христос“, Берлин на 25 май-2 юни 1989, оригинално издание на CD release: 429 724 – 2 GH2 (2 CDs), второ издание на CD: 474 440 – 2 GB10 (10 CDs).
Жорж Бизе
• „В дълбините на светия храм“ – от „Ловци на бисери“ (Au fond du temple saint) From Les Pêcheurs de perles – Лучано Павароти (тенор), Николай Гяуров (бас), Национална флхармония, Робин Степлетън. Записана през 1976, оригинално издание на дългосвиреща плоча: F 13716, издание на CD: 425 849 – 2 DWO (1 CD).
Ариго Бойто
• „Мефистофел“ (Mefistofele) – Николай Гяуров (Мефистофел), Лучано Павароти (Фауст), Мирела Френи (Маргерита), Нучи Кондо (Марта), Пиеро де Палма (Вагнер), Монсерат Кабайе (Елена), Делла Джоунс (Панталис), Робин Легате (Нерео), Момчешки хор „Тринити“, Лондонски оперен хор, Национална филхармония, Оливеро де Фабритийс. Записана в Уоаламстоу Асъмблай Хол на 18 – 28 август 1980 и януари 1982, оригинално издание на дългосвиреща плоча: D270D 3 (3 LPs), издание на CD: 410 175 – 2 DH3 (3 CDs).
Гаетано Доницети
• „Дъщерята на полка“ (La Fille du régiment) – Джоан Съдърланд (Мари), Лучано Павароти (Тонио), Спиро Малас (Сулпиз), Моника Синклер (Маркиза де Беркенфийлд), Жул Брюер (Хортензиус), Ерик Гарет (Полковникът), Едит Коутс (Дукесата), Алън Джоунс (Селянин), Омар Горде (Нотариусът), Оркестър и хор на Кралската опера „Ковънт Гардън“, Ричард Бонинг. Записана в Кингсуей Хол, Лондон на 17 – 28 юли 1967, оригинално издание на дългосвиреща плоча: SET 372 – 3 (2 бр. LP), издание на CD: 414 520 – 2 DH2 (2 бр. CD).
• „Любовен еликсир“ (L’elisir d’amore) – Лучано Павароти (Неморино), Джоан Съдърланд (Адина), Доминик Коса (Белкоре), Спиро Малас (Дулкамара), Мария Казула (Джанета), Амброзийски оперен хор, Английски камерен оркестър, Ричард Бонинг. Записана в Кингсуей Хол, Лондон на 12 – 23 януари и 1 – 10 юли 1970, оригинално издание на дългосвиреща плоча: SET 503 – 5 (3 LPs), издание на CD: 414 461 – 2 DH2 (2 бр. CD), преиздание на CD: 475 7514 DOR2 (2 бр. CD).
• „Любовен еликсир“ (L’elisir d’amore) – Лучано Павароти (Неморино), Катрийн Батъл (Адина), Лео Нучи (Белкоре), Енцо Дара (Дулкамара), Даун Ъпшоу (Джанета), оркестър и хор на Метрополитън опера, Ню Йорк, Джекмс Ливайн. Записана в Манхатън Център, Ню Йорк на 1, 5 май и 5 – 9 септември 1989, оригинално издание на CD release: 429 744 – 2 GH2 (2 CDs).
• „Лучия ди Ламермур“ (Lucia di Lammermoor) – Джоан Съдърланд (Лучия), Лучано Павароти (Едгардо), Шерил Милнс (Енрико), Николай Гяуров (Раймондо), Риланд Дейвис (Артуро), Пиер Франческо Поли (Нормано), Хюджет Торангю (Алиса), оркестър и хор на Кралската опера „Ковънт Гардън“, Ричард Бонинг. Записана в Кингсуей Хол на 28 юни и 5 – 6 юли 1971, оригинално издание на дългосвиреща плоча: SET 528 – 30 (3 LPs), издание на CD: 410 193 – 2 DH3 (3 CDs).
• „Фаворитката“ (La favorita) – Фиоренца Косото (Леонора), Лучано Павароти (Фернандо), Габриел Баске (Алфонсо), Николай Гяуров (Балтазар), Пиеро де Палма (Дон Гаспаро), Илеана Котрубас (Инес), Бруно де Франчески (Селянин), хор и оркестър на Общински театър Болоня, Ричард Бонинг. Записана в Общински театър Болоня на 20 – 31 август 1974 и 22 – 27 юли 1977, оригинално издание на дългосвиреща плоча: D96D 3 (3 LPs), издание на CD: 430 038 – 2 DM3 (3 CDs).
• „Мария Стюард“ (Maria Stuarda) – Джоан Съдърланд (Мария Стюард), Лучано Павароти (Лийчестър), Хюджет Торангю (Елизабет Английска), Роджър Сойър (Джордж Талбът), Джеймс Морис (Лорд Уилям Сесил), Маргрета Елкинс (Анна Кенеди), хор и оркестър на Общински театър Болоня, Ричард Бонинг. Записана в Общински театър Болоня 3 – 12 септември 1974 и 21 – 26 юли 1975, оригинално издание на дългосвиреща плоча: D2D 3 (3 LPs), издание на CD: 425 410 – 2 DM2 (2 CDs).
• „Реквием“ (Requiem) – Виорика Кортез (контра-алт), Лучано Павароти (тенор), Ренато Брусон (баритон), Паоло Уошингтън (бас), хор и оркестър на Арена ди Верона, Герхард Факлер. Записан във Филхармоничен театър, Верона през февруари 1979, оригинално издание на дългосвиреща плоча: SDD 566 (1 LP), издание на CD: 425 043 – 2 DM (1 CD).
Умберто Джордано
• „Андреа Шение“ (Andrea Chénier) – Лучано Павароти (Андреа), Монсерат Кабайе (Мадалена), Лео Нучи (Карло Жерар), Пиеро де Палма (Невероятният), Астрид Варней (Графиня Чиони), Криста Лудвиг (Маделон), Катлийн Куман (Берси), Том Краус (Рошер), Юго Кено (Пиеро Флевил), Нейл Хаулет (Прокурорът и Икономът), Джорджо Тадео (Матьо), Флориндо Андреоли (Абе), Джузепе Морези (Шмид), Ралф Хамър (Дюма), Карло Тадео (Новинарчето), хор на Уелска национална опера, Национална филхармония, Рикардо Шайи. Записана през 1982.
Джузепе Верди
• „Реквием“ (Messa da Requiem) – Джоан Съдърланд (сопран), Мерилин Хорн (мецо-сопран), Лучано Павароти (тенор), Марти Талвела (бас), хор на Виенската опера, Виенска филхармония, Сър Джордж Шолти. Записан в Софиензал, Виена на 18 – 28 октомври 1967, оригинален запис на дългосвиреща плоча: SET 374 – 5 (2 LPs), издание на CD: 411 944 – 2 (2 CDs), преиздание на CD: 475 7735 DOR2 (2 CDs).
• „Бал с маски“ (Un ballo in maschera) – Лучано Павароти (Рикардо), Рената Тебалди (Амелия), Шерил Милнс (Ренато), Реджина Ресник (Улрика), Хелън Донат (Оскар), Хосе ван Дам (Силвано), Леонардо Монреале (Самюел), Никола Кристу (Том), Пиер Франческо Поли (Съдията), Марио Алесандрини (Камериерът), оркестър и хор на Нционална академия „Санта Чечилия“, Рим, Бруно Бертолети. Записана в Академия „Санта Чечилия“, Рим на 16 – 27 юни 1970, оригинално издание на дългосвиреща плоча: SET 484 – 6 (3 LPs), издание на CD: 440 042 – 2 DMO2 (2 CDs), преиздание на CD: 460 762 – 2 DF2 (2 CDs).
• „Бал с маски“ (Un ballo in maschera) – Лучано Павароти (Рикардо), Маргарет Прайс (Амелия), Ренато Брусон (Ренато), Криста Лудвиг (Улрика), Катлийн Батъл (Оскар), Петер Вебер (Силвано), Робърт Лойд (Самюел), Малкълм Кинг (Том), Аликзандър Оливър (Съдията), Питър Хол (Камериерът), хор на Младежки факултет на Кралския музикален колеж, Лондонски оперен хор, Национална филхармония, Сър Джордж Шолти. Записана в Кингсуей Хол, Лондон на 25 май – 12 юни 1982 и май 1983, оригинално издание на CD: 410 210 – 2 DH2 (2 CDs).
• „Макбет“ (Macbeth) – Дитрих Фишер-Дискау (Макбет), Николай Гяуров (Банко), Елена Сулиотис (Лейди Макбет), Лучано Павароти (Макдъф), Хелън Лоурънс (Атендантът), Реймънд Миърс (Докторът), Джон Нобъл (Прислужникът), Амброзийски оперен хор, Лондонска филхармония, Ламберто Джардели. Записана в Кингсуей Хол, Лондон на 17 – 28 август 1970, оригинално издание на дългосвиреща плоча: SETB 510 (2 LPs), издание на CD: 440 048 – 2 DMO2 (2 CDs).
• „Риголето“ (Rigoletto) – Лучано Павароти (Херцогът), Шерил Милнс (Риголето), Джоан Съдърланд (Джилда), Марти Талвела (Спарафучиле), Хюджет Торангю (Мадалена), Джилиън Найт (Джована), Клифърд Грант (Монтероне), Кристиан дю Плеси (Маруло), Рикардо Часинели (Борса), Джон Гибс (Чепрано), Кири Те Канава (графиня Чепрано), Жозефте Клемент (Пажът), Амброзийски оперен хор, Лондонски симфоничен оркестър, Ричард Бонинг. Записана в Кингсуей Хол, Лондон на 14 – 19, 21 – 23, 25 – 26 юни 1971, оригинално издание на дългосвиреща плоча: SET 542 – 4 (3 LPs), издание на CD: 414 269 – 2 DH2 (2 CDs).
• „Риголето“ (Rigoletto) – Лучано Павароти (Херцогът), Лео Нучи (Риголето), Джун Андерсън (Джилда), Николай Гяуров (Спарафучиле), Шърли Верет (Мадалена), Виталба Моска (Джована), Натал де Каролис (Монтероне), Роберто Шалтири (Маруло), Пиеро де Палма (Борса), Карло де Бортоле (Чепрано), Анна Катерина Антоначи (графиня Чепрано), Орацио Мори (Разпоредителят), Маринела Лоренца (Пажът), хор и оркестър на Общински театър Болоня, Рикардо Шайи. Записана в Общински тетаър Болоня на 27 юни 13 юли 1989, оригинално издание на CD release: 425 864 – 2 DH2 (2 CDs).
• „Риголето“ (Rigoletto) – Лучано Павароти (Херцогът), Владимир Чернов (Риголето), Шерил Стъдър (Джилда), Роберто Шандуци (Спарафучиле), Денинс Грейвс (Мадалена), Джейн Шаулис (Джована), Илдебрандо д’Арканджело (Монтероне), Дуейн Крофт (Маруло), Пол Гроувс (Борса), Янис Янасис (Чепрано), Хайди Грант Мърфи (Графиня Чепрано), Робърт Майер (Разпоредителят), Елиса Линднер (Пажът), хор и оркестър на Метрополитън опера, Ню Йорк, Джеймс Ливайн. Записана в Манхатън сентър, Ню Йорк на 16 – 29 юни 1993, оригинално издание на CD release: 447 064 – 2 GH2 (2 CDs).
• „Луиза Милър“ (Luisa Miller) – Монсерат Кабайе (Луиза), Лучано Павароти (Родолфо), Шерил Милнс (Милър), Боналдо Джаноти (Уолтър), Анна Рейнълдс (Федерико), Ричард ван Алън (Урм), Анет Селин (Лаура), Фернандо Павароти (Селянин), Лондонски оперен хор, Национална филхармония, Питър Мааг. Записана в Кингсуей Хол, Лондон на 7,10 – 12,13 – 19 юни 1975, оригинално издание на дългосвиреща плоча: SET 606 – 8 (3 LPs), издание на CD: 417 420 – 2 DH2 (2 CDs).
• „Трубадур“ (Il trovatore) – Лучано Павароти (Манрико), Джоан Съдърланд (Леонора), Ингвар Виксел (ди Луна), Николай Гяуров (Ферандо), Мерилин Хорн (Азучена), Греъм Кларк (Руиз), Норма Бъроуз (Инес), Петер Кнап (Старият циганин), хор на Лондонската опера, Нов филхармоничен оркестър, Ричард Бонинг. Записана в Кингсуей Хол, Лондон на 8, 10, 11, 13 – 18, 20 септември 1976 и 26 март 1977, оригинално издание на дългосвиреща плоча: D82D 3 (3 LPs), издание на CD: 417 137 – 2 DH2* (2 CDs), преиздание на CD: 460 735 – 2 DF2 (2 CDs). * Балетната музика не е вклюена в първото издание на CD.
• „Трубадур“ (Il trovatore) – Лучано Павароти (Манрико), Антонела Банауди (Леонора), Лео Нучи (ди Луна), Елеро д’Артеня (Ферано), Шърли Верет (Азучена), Пиеро де Палма (Руиз), Барбара Фритоли (Инес), Роберто Шалтрити (Старият циганин), Енрико Фачини, оркестър и хор на Маджио Музикале Фиорентино, Зубин Мета. Записана в Общински театър Флоренция през юли 1990, оригинално издание на CD release: 430 694 – 2 DHO2 (2 CDs).
• „Травиата“ (La traviata) – Джоан Съдърланд (Виолета), Лучано Павароти (Алфредо), Матео Манугуера (Джорджо), Делла Джоунс (Флора), Марийон Ламбрикс (Анина), Аликзандър Оливър (Гастон), Джонатан Самърс (Барон Дюфол), Джон Томлинсън (Маркиз д’Обини), Джорджо Тадеи (Д-р Гренвил), Лондонски оперен хор, Национална филхармония Ричард Бонинг. Записана в Кингсуей Хол, Лондон на 2, 3, 5 – 10 ноември 1979, оригинално издание на дългосвиреща плоча: D212D 3 (3 LPs), издание на CD: 410 154 – 2 DH3 (3 CDs), второ издание на CD: 430 491 – 2 DH2 (2 CDs).
• „Травиата“ (La traviata) – Шерил Стъдър (Виолета), Лучано Павароти (Алфредо), Хуан Понс (Джорджо), Уенди Уайт (Флора), Зондра Кели (Анина), Антъни Лакюра (Гастон), Бруно Пола (Барон Дюфол), Джефри Уелс (Маркиз д’Обини), Жулиен Робинс (Д-р Гренвил), оркестър и хор на Метрополитън опера, Ню Йорк, Джеймс Ливайн. Записана в Манхатън център, Ню Йорк на 30 май – 7 юни 1991, оригинално издание на CD release: 435 797 – 2 GH2 (2 CDs).
• „Аида“ (Aida) – Мария Киара (Аида), Лучано Павароти (Радамес), Гена Димитрова (Амнерис), Николай Гяуров (Рамфис), Хуан Понс (Амонасро), Паата Бургуладзе (Рамфис), Луиджи Рони (Фараонът), Ернесто Гаваци (Вестоносецът), Меделин Рене (Жрицата), хор и оркестър на Театър Скала, Милано, Лорин Маазел. Записана в студио „Абанела“, Милано на 8 – 16 декември 1985 и 6 февруари 1986, оригинално издание на CD release: 417 439 – 2 DH3 (3 CDs).
• „Ернани“ (Ernani) – Лучано Павароти (Ернани), Джоан Съдърланд (Елвира), Лео Нучи (Дон Карло), Паата Бургуладзе (да Силва), Линда Маклюд (Джована), Алистър Майлс (Яго), хор и оркестър на Уелска национална опера, Ричард Бонинг. Записана в Уолтамстоу Асъмблай Хол на 10 – 21 май 1987, оригинално издание на CD release: 421 412 – 2 DHO2 (2 CDs), второ издание на CD: 475 7008 DM2 (2 CDs).
• „Отело“ (Otello) – Лучано Павароти (Отело), Кири Те Канава (Дездемона), Лео Нучи (Яго), Антъни Ролф Джонсън (Касио), Елизабета Ардам (Емилия), Димитри Кавракос (Людовико), Алън Опий (Монтано), Джон Кийс (Родериго), Ричард Кон (Хералд), Чикагски симфоничен оркестър и хор, Сър Джордж Шолти. Запис на живо от концертно изпълнение в Симфонична зала, Чикаго и Карнеги Хол, Ню Йорк, април 1991, оригинално издание на CD release: 433 669 – 2 DH2 (2 CDs).
• „Ломбардци“ (I lombardi) – Лучано Павароти (Оронте), Джун Андерсън (Гризелда), Самюел Рамей (Пагано), Патричия Рачете (Вичлинда), Илдебрандо Д’Аркаджело (Пиро), Антъни Дийн Грифей (Приор), Яни Янисис (Ачано), Джейн Шаулис (София), оркестър и хор на Метрополитън опера, Ню Йорк, Джеймс Ливайн. Записана в студиа Манхатън център, Ню Йорк на 25 май – 1 юни и 24 – 25 септември 1996, оригинално издание на CD release: 455 287 – 2 DHO2 (2 CDs).
• „Химн на народите“ (Inno delle nazioni) – Лучано Павароти и Филхармоничен хор и оркестър, Джеймс Ливайн. Записан в Колизеумът, Уатфорд на 29 юни – 1 юли 1995, оригинално издание на CD release: 448 701 – 2 DH2 (2 CDs) & 448 700 – 2 DH (1 CD) (заедно с концертът в Роял Албърт Хол).
Руджеро Леонкавало
• „Палячи“ („Палячо“) (Pagliacci) – Лучано Павароти (Канио), Мирела Френи (Неда), Ингвар Виксел (Тонио), Лоренцо Закомани (Силвио), Винченцо Бело (Бепе), Пако Паноча, Фернандо Павароти (Земеделци), Детска музикална група „Финчли“, Национална филхармония, Джузепе Патане. Записана в Кингсуей Хол, Лондон на 29 – 31 март и 2 – 3 аорил 1977, оригинално издание на дългосвиреща плоча: D83D 3 (3 LPs) (заедно със „Селска чст“, записана през юни 1976), издание на CD: 414 590 – 2 DH2 (2 CDs), самостоятелно издание на „Палячи“ на CD: 444 392 – 2 DHO (1 CD).
• „Палячи“ (Pagliacci) – Лучано Павароти (Канио), Даниела Деси (Неда), Хуан Понс (Тонио), Паоло Кони (Силвио), Ернесто Гаваци (Бепе), Филаделфийски момчешки хор, Уестминстърски симфоничен хор, Филаделфийски оркестър, Рикардо Мути. Записана на 5, 8, 15 февруари 1992, оригинално издание на CD release: 434 131 – 2 PH (1 CD).
Пиетро Маскани
• „Приятелят Фриц“ (L’amico Fritz) – Лучано Павароти (Фриц Кобус), Мирела Френи (Сюзел), Виченте Сардинеро (Федерико), Бенито ди Бела (Ханецо), Лаура Дидие Джамбардела (Бепе), Луиджи Понтиджа (Давид), Малвина Мейджър (Катерина), хор и оркестър на Кралската опера „Ковънт Гардън“, Джанандреа Гавацени. Записана през 1968.
• „Селска чест“ (Cavalleria rusticana) – Лучано Павароти (Туриду), Джулиа Варади (Сантуца), Ида Бормида (Лучия), Пиеро Капучили (Алфио), Кармен Гонзалес (Лола), хор „Лондонски гласове“, Национална филхармония, Джанандреа Гавцени. Записана в Кингсуей Хол, Лондон на 10 – 12, 14 – 16 юни 1976, оригинално издание на дългосвиреща плоча: D83D 3 (3 LPs) (заедно с „Палячи“, записана през април 1977), издание на CD: 414 590 – 2 DH2 (2 CDs), самостоятелно издание на „Селска чест“ на CD: 444 391 – 2 DHO (1 CD).
• „Сюзел, добро утро“ (от „Приятелят Фриц“) (Suzel buon dì (from L’amico Fritz) – Чечилия Бартоли (мецо-сопран), Лучано Павароти (тенор), Милански симфоничен оркестър „Джузепе Верди“, Рикардо Шайи. Записан през 1997, оригинано издание на CD: 458 000 – 2 DH2 (2 CDs).
Волфганг Амадеус Моцарт
• „Идоменей“ (Idomeneo) – Лучано Павароти (Идоменей), Агнес Балтса (Идаманте), Лучия Поп (Илия), Едита Груберова (Елетра), Лео Нучи (Арбаче), Тимъти Дженкинс (Великият жрец), Никита Сторожев (Гласът), Йошихита Ямаджи, Николаус Хайлбранд (Троянци), Габриела Фонтана, Маргарета Хинтермайер (Критянки), Konzertvereinigung Wiener Staatsopernchor, Виенска филхармония, Сър Джон Притчард. Записана в Софиензал, Виена на 20 – 25 юни и 7 – 23 септември 1983, оригинално издание на CD release: 411 805 – 2 DH3 (3 CD).
Амикларе Понкиели
• „Джокондата“ (La Gioconda) – Монсерат Кабайе (Джокондата), Лучано Павароти (Енцо Грималдо), Алфреда Хъджсън (Сляпата), Николай Гяуров (Алвиз Бадоеро), Агнес Балтса (Лаура), Шерил Милнс (Барнаба), Джон Дел Карло (Дзуане), Реджоло Романи (Изепо), Нейл Дженкинс (Пилота и Първи глас от езерото), Джефри Шоу (Втори глас от езерото), Детска музикана група „Финчли“, Лондонски оперен хор, Национална филхармония, Бруно Бартолети. Записана в Уоламстоу Асъмблай Хол на 24 юни – 6 юли 1980, оригинално издание на дългосвиреща плоча: D232D 3 (3 LPs), издание на CD: 414 349 – 2 DH3 (3 CDs), второ издние на CD: 475 6670 DM3 (3 CDs).
Джакомо Пучини
• „Турандот“ (Turandot) – Джоан Съдърланд (Турандот), Лучано Павароти (Калаф), Монсерат Кабайе (Лиу), Николай Гяуров (Тимур), Питър Пиърс (Алтум), Том Краус (Пинг), Пиер Франческо Поли (Панг и императора на Персия), Пиеро де Палма (Понг), Сабин Марков (Мандарин), хор „Джон Алдис“, момчешки хор на училище „Уондсуорт“, Лондонска филхармония, Зубин Мета. Записана в Кингсуей Хол, Лондон на 10 – 25 ювгуст 1972, оригинално издание на дългосвиреща плоча: SET 561 – 3 (3 LPs), издание на CD: 414 274 – 2 DH2 (2 CDs)
• „Бохеми“ (La Bohème) – Лучано Павароти (Родолфо), Роландо Панерай (Марчело), Николай Гяуров (Колин), Джани Мафео (Шонар), Мирела Френи (Мими), Елизабет Харууд (Мюзета), Микел Сенекал (Беноа и Алсиндоро), Жерно Печ (Парпиньол), момчешки хор Шойнбергер (Schöneberger Sängerknaben), Берлинска филхармония, Херберт фон Караян. Записана в църквата „Исус Христос“, Берлин на 9 – 13 октомври 1972, оригинално издание на дългосвиреща плоча: SET 565 – 6 (2 LPs), издание на CD: 421 049 – 2 DH2 (2 CDs), лимитирано преработено издание на CD от септември 2008 (4780254).
• „Мадам Бътърфлай“ (Madama Butterfly) – Мирела Френи (Бътърфлай), Лучано Павароти (Пинкертон), Микел Сенекал (Горо), Криста Лудвиг (Сузуки), Роберт Кернс (Шарплес), Ерке Шари (Кейт), Джорджо Стендоро (Ямадори), Konzertvereingung Wiener Staatsopernchor, Виенска филхармония, Херберт фон Караян. Записана в Софиензал, Виена на 28 – 31 януари 1974, оригинално издание на дългосвиреща плоча: SET 584 – 6 (3 LPs), издание на CD: 417 577 – 2 DH3 (3 CDs).
• „Тоска“ (Tosca) – Мирела Френи (Флориа Тоска), Лучано Павароти (Марио Каварадоси), Шерил Милнс (Барон Скарпия), Рихард ван Алън (Чезаре Анджелоти), Микел Сенекал (Сполета), Пол Хъдзън (Шароне), Момчешки хор на училище „Уондсворт“, Лондонски оперен хор, Национална филхармония, Никола Решиньо. Записана в Хенри Ууд Хол и Кингсуей Хол, Лондон на 31 май и 1, 4, 12 – 14 юни и 1 август 1978, оригинално издание на дългосвиреща плоча: D134D2 (2 LPs), издание на CD: 414 036 – 2 DH2 (2 CDs).
• „Манон Леско“ (Manon Lescaut) – Мирела Френи (Манон Леско), Лучано Павароти (Де Грийо), Дуейн Крофт (Леско), Джузепе Тадеи (Джеронте), Рамон Варгас (Едмондо), Чечилия Бартоли (Музикант), Антъни Лачура (Бал-майстор), Федерико Давиа (Кръчмар/Комендант), Джеймс Къртни (Фенерджия), оркестър и хор на Метрополитън опера, Ню Йорк, Джеймс Ливайн. Записана в студия Манхатън център, Ню Йорк на 24 – 31 август 1992, оригинално издание на CD release: 440 200 – 2 DH2 (2 CDs).
Джоакино Росини
• „Стабат Матер“ (Stabat Mater) – Пилар Лоренгар (сопран), Ивон Минтън (мецо-сопран), Лучано Павароти (тенор), Ханс Сотин (бас), Лондонски симфоничен хор, Лондонски симфоничен оркестър, Ищван Кертец. Записан в Кингсуей Хол на 28 – 31 декември 1970, оригинален запис на дългосвиреща плоча: SXL 6534 (1 LP), издание на CD: 417 766 – 2 DM (1 CD), преиздание на CD: 455 023 – 2 DF2 (2 CDs).
• „Малка меса“ (Petite Messe solennelle) – Мирела Френи (сопран), Лучия Валентини-Терани (мецо-сопран), Лучано Павароти (тенор), Руджеро Раймонди (бас), Полифоничен хор на Театър Скала, Леоне Маджера (пиано), Виторио Розета (хармониум), Романо Джандолфи. Записана през 1977, оригинално издание на дългосвиреща плоча: SDD 567 (2 LPs), издание на CD: 421 645 – 2 DH2 (2 CDs), второ издание на CD: 455 023 – 2 DF2 (2 CDs).
• „Вилхелм Тел“ (Guglielmo Tell) – Лучано Павароти (Арнолдо), Шерил Милнс (Вилхелм Тел), Мирела Френи (Матилде), Николай Гяуров (Гуалтиеро), Джон Томлинсън (Мелктал), Делла Джоунс (Джеми), Елизабет Конел (Хедвиг), Чезар Антониио Суарез (Рибарят), Рихард ван Алън (Лютолд), Феручио Мацоли (Геслер), Пиеро де Палма (Рудолф), Амброзийски оперен хор, Национална филхармония, Рикардо Шайи. Записана в Кингсуей Хол, Лондон на 8 и 10 – 14 юни и 10 – 11 и 14 – 18 август 1979, оригинално издание на дългосвиреща плоча: D219D 4 (4 LPs), издание на CD: 417 154 – 2 DH4 (4 CDs), второ издание на CD: 475 7723 DOR4 (4 CDs).
Рихард Щраус
• „Кавалерът на розата“ (Der Rosenkavalier) – Реджин Креспин (Фелдмаршалката), Ивон Минтън (Октавиан), Манфред Юнгвирт (Баронът), Хелен Донат (Софи), Ото Винер (Хер фон Фанинал), Лучано Павароти (Певецът), Ан Хоуълс (Анина), Мюрай Дики (Валцаки), Еми Лууз (Лейтмерцерин), Херберт Лакнер (Комисарят), хор на Виенската опера, Виенска филхармония, Сър Джордж Шолти. Записана в Софиензал, Виена на 31 октомври – 23 ноември 1968, оригинален запис на дългосвиреща плоча: SET 418 – 21 (4 LPs), издание на CD: 417 493 – 2 DHO3 (3 CDs).

## Самостоятелни албуми
• „Любими италиански арии“ (Favourite Italian Arias) – 5 арии от „Бохеми“, „Тоска“ и „Риголето“. Лучано Павароти и Оркестър на Кралската опера „Ковънт Гардън“, Сър Едуард Джоунс. Записан в Уолтамстов Асъмбли Хол, 16 януари – 8 февруари 1966, оригинален запис на дългосвиреща плоча: SET 320 – 2 (3 LPs), издание на CD: 433 706 – 2 DMO3* (3 бр. CD). * изданието на CD включва арии от „Норма“, „Пуритани“ и „Сомнамбула“.
• „Арии от Верди и Доницети“ (Arias by Verdi & Donizetti) – арии от „Луиза Милър“, „Двамата Фоскари“, „Бал с маски“, „Макбет“, „Лучия ди Ламермур“, „Дукът на Алба“, „Фаворитката“ и „Дон Себастиан“. Лучано Павароти и Оркестър на Виенската опера, Сър Едуард Джоунс. Записан в Сифиензал, Виена на 25 – 29 юни 1968, оригинално издание на дългосвиреща плоча: SXL 6377 (1 LP), издание на CD: 475 6414 DM (1 CD).
• „Павароти пее тенорови арии от италианската опера“ (изпълнение) (Tenor Arias from Italian Opera (completion) – арии от „Вилхелм Тел“, „Пуритани“, „Трубадур“, „Арлезианката“, „Бохеми“, „Мефистофел“, „Дон Паскуале“, „Джокондата“ и „Маристела“. Лучано Павароти (тенор), Арлийн Огер (сопран), Гилдис Флосман (сопран), Питер Бейли (тенор), Рад Бюнгер (бас), Херберт Лакнер (бас), оркестър и гор на Виенската опера – Никола Ресчиньо, Амброзийски оперен хор, Нов филхармоничен оркестър – Леоне Маджера. Записан в Софиензал, Виена на 4 – 9 септември 1969, Кингсуей Хол, Лондон 2 и 4 януари 1971, оригинално издание на дългосвиреща плоча: SXL 6498, издание на CD: 417 713 – 2 DM (1 CD).
• „Най-любимите на света тенорови арии“ (изпълнение) (The World’s Favourite Tenor Arias (completion) – „E lucevan le stelle“ („Тоска“), „La fleur que tu m’avais jetée“ („Кармен“), „Se quel guerrier io fossi… Celeste Aida“ („Аида“), „Quel trouble inconnu… Salut! Demeure chaste et pure“ („Фауст“), „Recitar!... Vesti la giubba“ („Палячи“), „M’apparì“ („Марта“). Лучано Павароти и Кралска филхармония, оркестър на Виенската народна опера, Леоне Маджера; Нов филхармоничен оркестър, Ричрд Бонинг. Записан в Кингсуей Хол, Лондон през април 1972 и 21 май 1973; Софиензал, Виена на 18 и 20 декември 1972, оригинално издание на дългосвиреща плоча: SXL 6649 (1 LP), издание на CD: 400 053 – 2 DH (1 CD) с добавени оперни изпълнения.
• „Павароти на концерт“* (Pavarotti in Concert) – произведения от Биончини, Хендел, Скарлати, Белини, Тости, Респиги и Росини. Лучано Павароти и оркестър на Болонския общински театър, Ричард Бонинг. Записан в Болонската опера на 5 – 9 юли 1973, оригинално издание на дългосвиреща плоча: SXL 6650 (1 LP), издание на CD: 417 006 – 2 DH (1 CD), преиздание на CD: 425 037 – 2 DM (1 CD). 
• „Свята нощ“ (O Holy Night) – песни и хорали от Адам, Страдела, Франк, Меркаданте, Шуберт, Бах/Гуно, Бизе, Берлиоз, Йън и Меликал. Лучано Павароти и момчешки хор на училище „Уондсуорт“, хор „Лононски гласове“, Национална филхармония, Кърт Херберт Адлер. Записан в църквата „Вси Светии“, Петершам на 21 – 22, 26 и 29 януари 1976, оригинално издание на дългосвиреща плоча: SXL 6781 (1 LP); американската версия OS 26473 включва първата реализация на Йън и Меликар, издание на CD: 414 044 – 2 (1 CD), второ издание на CD: 433 710 – 2 DH (1 CD) (с добавени религиозни произведения), трето издание на CD: 475 6896 DH (1 CD) (като 433 710 – 2, но с 3 добавени произведения от 1997).
• „Оперни дуети“ (Operatic Duets) – дуети от „Травиата“, „Сомнамбула“, „Линда ди Шамуни“, „Отело“ и „Аида“. Джоан Съдърланд (сопран), Лучано Павароти (тенор), Елизабет Конел (мезо-сопран), Жакелин Фюжел (сопран), Лондонски оперен хор, Национална филхармония, Ричард Бонинг. Записан в Кингсуей Хол, Лондон на 19, 21 – 23 септември 1976, оригинално издание на дългосвиреща плоча: SXL 6828 (1 LP), издание на CD: 400 058 – 2 DH (1 CD).
• „О, соле мио“ (изпълнения) – любими неаполитански песни (‘O sole mio (completion) – Favourite Neapolitan Songs) – 13 песни от Тости, Канио, Джамбардела, Анон, Пенино, Д’Анибале, Талифери, Де Къртис, Ди Капуа и Денца. Лучано Павароти и Оркестър на Общински театър Болоня, Антон Гуаданьо; Национална филхармония, Джанкарло Киарамело. Записан в Болоня на 22 – 28 юли 1977 и Кингсуей Хол, Лондон на 6 март 1979, оригинално издание на дългосвиреща плоча: SXL 6870 (1 LP), издание на CD: 410 015 – 2 DH (1 CD).
• „Арии на веристи“ (Verismo Arias) – арии от „Федора“, „Адриана Лекуврьо“, „Ирис“, „Африканката“, „Вертер“, „Момичето от Златния запад“, „Манон Леско“ и „Андреа Шение“. Лучано Павароти (тенор), Нейл Хаулет (бас), Национална филхармония, Оливеро де Фабритийс, Рикардо Шайи (ариите от „Андреа Шение“). Записан в Уолтамстов Асъмблай Хол на 15 – 21 юни 1979, оригинално издание на дългосвиреща плоча: SXDL 7504 (1 LP), издание на CD: 400 082 – 2 DH (1 CD).
• „Сутринта“ (изпълнения) (Mattinata (completion) – 14 песни от Калдара, Чампи, Белини, Джордани, Росини, Глюк, Тости, Доницети, Леонкавало, Ветовен и Дуранте. Лучано Павароти и Италианска филхармония, Пиетро Джамба; Национална филхармония, Антонио Тонини. Записан в Кингсуей Хол, Лондон на 16, 18 и 24 април 1977 и в Уолтамстоу Асъмблай Хол на 18 – 26 август 1982, оригинално издание на дългосвиреща плоча: SXL 7013 (1 LP), издание на CD: 414 454 – 2 DH (1 CD), второ издание на CD: 417 796 – 2 DM (1 CD).
• „Павароти и Абадо – Първо издание на редки арии от Верди“ (Pavarotti & Abbado – First Record of rare Verdi Arias) – арии от „Атила“, „Двамата Фоскари“, „Ернани“, „Ломбардци“, „Сицилианска вечерня“. Кладио Абадо – диригент, 1982.
• „Да, Джорджо“ (саундтрак) (Yes, Giorgio (soundtrack) – арии от „Любовен еликсир“, „Риголето“, „Джокондата“, „Манон Леско“ и „Турандот“. Песни от Леонкавало, Джамбардела, Ди Капуа, Шуберт и Кори. Лучано Павароти (тенор), Леона Мичъл (сопран), Дейвид Романо (баритон), Емерсън Бъркли, Майкъл Джей Луис. Записан в студио „Туентиът сентъри Фокс“, Лос Анджелис, февруари 1982, оригинално издание на дългосвиреща плоча: YG 1 (1 LP), издание на CD: 410 006 – 2 (1 CD).
• „Мама“ (Mamma) – песни от Биксио, де Къртис, Буци-Печа, Гасталдон, Чезарини, Крамер, Риви, Дщанзи, Ди Лацаро, де Кресченцо, Мартуци, Калифано и Арона, аранжирани от Хенри Манчини. Личано Павароти и хор и оркестър на Хенри Манчини. Записан в Гранд казино, Нога Хилтън, Женева на 17 – 21, 29 януари 1984, оригинално издание на CD release: 411 959 – 2 DH (1 CD).
• „Страст“ (Passione) – 12 песни от Валенте и Таляфери, Коста, Нардела, Фуско, Де Къртис, Ди Капуа, Марио, Лама и Чардило. Лучано Павароти и оркестър на Общински театър Болоня, Джанкарло Киарамело. Записан в църквата „Св. Георги“, Поджиале на 22 – 31 юли 1985, оригинално издание на CD: 417 117 – 2 DH (1 CD).
• „Летя“ (Volare) – 16 песни от Модуньо и Трипиеди, Денца, Биксио, Сибела, Д’Андзи, Бонаджура, Павароти*, Маскерони, Де Къртис, Маскани и Ферили, аранжиирани от Хенри Манчини. Лучано Павароти и хор и оркестър на Общински театър Болоня, Хенри Манчини, Адалберто Тонини*. Записан в църквата „Св. Георги“, Поджале през юли 1987, оригинално издание на CD release: 421 052 – 2 DH (1 CD).
• „Обожавам те“ (Ti adoro) – песни от Музумара, Миоли, Д’Урбано/Чентонце, Чентонце/Смит, Белентани/Дзани/Чентонце, Вулетич, Джанети/Нани, Рота, Бенато, Белентани/Пранди, Цимер и Дала. Лучано Павароти и Кралска филхармония, Римски оркестър, Български симфоничен оркестър, Романо Музумара, Джанкарло Киарамело, Роб Мейтс, Стефано „Телус“ Нано, Дейвид Уитъкър, оригинално издание на CD release: 475 000 – 2 DH (1 CD).